# Melocactus andinus
Melocactus andinus là một loài thực vật có hoa trong họ Cactaceae. Loài này được R.Gruber ex N.P.Taylor mô tả khoa học đầu tiên năm 1991.